# Hrastovec, Velenje
Hrastovec je naselje v Mestni občini Velenje.